# Antal Melis
Antal Melis (Budapest, 12 de mayo de 1946) es un deportista húngaro que compitió en remo. Es hermano del también remero Zoltán Melis.
Participó en dos Juegos Olímpicos de Verano en los años 1968 y 1972, obteniendo una medalla de plata en México 1968 en la prueba de cuatro sin timonel. Ganó una medalla de plata en el Campeonato Europeo de Remo de 1969.

## Palmarés internacional
| Juegos Olímpicos   | Juegos Olímpicos          | Juegos Olímpicos | Juegos Olímpicos   |
| Año                | Lugar                     | Medalla          | Prueba             |
| ------------------ | ------------------------- | ---------------- | ------------------ |
| 1968               | Ciudad de México (México) | Medalla de plata | Cuatro sin timonel |
| Campeonato Europeo |                           |                  |                    |
| Año                | Lugar                     | Medalla          | Prueba             |
| 1969               | Klagenfurt (Austria)      | Medalla de plata | Cuatro sin timonel |